# Пескијета (Ријети)
Пескијета је насеље у Италији у округу Ријети, региону Лацио.
Према процени из 2011. у насељу је живело 152 становника. Насеље се налази на надморској висини од 788 м.